# 八幡大神社 (皆野町)
八幡大神社（はちまんだいじんじゃ）は、埼玉県秩父郡皆野町三沢の神社。旧社格は村社。

## 所在地
〒369-1411 埼玉県秩父郡皆野町三沢2844

## 例大祭
9月第3日曜日
秩父地方で一番遅い夏祭り。
子供が中心となり、笠鉾の引廻しが行われる。
2007年例大祭にて76年ぶりに傘鉾の三層復元展示が行われた。

## 笠鉾
幅： 2メートル
奥行き： 3.5メートル、
高さ： 台車から8.5メートル
一本の竹ひごに20個以上
一層部分：160本
二層部分： 84本
三層部分： 71本